# Патсойокі
Патсойокі, або Паз, (фін. Paatsjoki, норв. Pasvikelva) — річка в Фінляндії, Росії і Норвегії.
Довжина — 117 км. Площа басейну — 18 300 км². Витікає з озера Інарі, впадає у Варангер-фіорді Баренцевого моря. Живлення в основному снігове.

## Каскад ГЕС
На річці розташовано ГЕС Мелькефосс, Борисоглібська ГЕС.